# Olesicampe basalis
Olesicampe basalis là một loài tò vò trong họ Ichneumonidae.